# Dobrodošli na dvor
Dobrodošli na dvor je peti studijski album slovenske rock skupine Mi2, izdan 5. aprila 2006 pri založbi Aulos.

## Seznam pesmi
| Št. | Naslov                                     | Besedilo         | Glasba           | Dolžina |
| --- | ------------------------------------------ | ---------------- | ---------------- | ------- |
| 1.  | „Odvisn od vremena‟                        | Tone Kregar      | Egon Herman      | 3:17    |
| 2.  | „Zbudi me za 1. maj‟                       | Jernej Dirnbek   | Herman • Dirnbek | 5:51    |
| 3.  | „Sve ove godine‟ (priredba skupine Indexi) | Kemal Monteno    | Enco Lesić       | 3:49    |
| 4.  | „Tarzan‟                                   | Dirnbek • Kregar | Nikola Sekulović | 2:57    |
| 5.  | „Sv. Margareta‟                            | Kregar           | Herman • Kregar  | 3:40    |
| 6.  | „Dobrodošli na dvor‟                       | Kregar           | Herman           | 4:03    |
| 7.  | „O, grlo‟                                  | Kregar           | Dirnbek          | 6:47    |
| 8.  | „Ti nisi ta‟                               | Kregar           | Herman           | 4:48    |
| 9.  | „Maybe Baby‟                               | Tomi Lorber      | Lorber           | 4:21    |
| 10. | „Mucek‟                                    | Kregar           | Herman • Kregar  | 6:31    |
| 11. | „Večer pred Rudekovo gorco‟                | Dirnbek          | Dirnbek          | 5:09    |

## Zasedba

### Mi2
- Jernej Dirnbek — vokal, spremljevalni vokali
- Tone Kregar — vokal, spremljevalni vokali
- Egon Herman — kitara, spremljevalni vokali
- Igor Orač — bobni, spremljevalni vokali
- Robi Novak — bas kitara, spremljevalni vokali

### Ostali
- Mojca Prejac, Peter Beznec, Samo Budna, Špela Kregar  — spremljevalni vokali
- Nikola Sekulović — bas kitara (9)
- Janez Vouk, Vid Žgajner — trobila
- Davor Klarič, Peter Ošlaj, Peter Čaja — klaviature
- Joško Zadravec, Sergej Randželović — tolkala
- Gregor Zemljič — mastering
- Bojan Cvetrežnik — violina
- Nebojša Tejić — fotografiranje
- Jože Domjan — oblikovanje ovitka
- Borut Kramer — oblikovanje
- Johnny Weissmüller — posnetek glasu (4)
- Jurij Souček — gost (4)